# Nassarius tiarula
Nassarius tiarula är en snäckart som först beskrevs av Kiener 1841.  Nassarius tiarula ingår i släktet nätsnäckor, och familjen Nassariidae. Inga underarter finns listade i Catalogue of Life.